# 신녕역
신녕역(Sinnyeong station, 新寧驛)은 경상북도 영천시 신녕면 완전2리에 위치한 중앙선의 철도역이다.
화물을 취급하며, 그중에서도 시멘트 화물을 주로 취급한다. 2024년 12월 20일에 중앙선 복선 전철화 구간이 완공되면서 폐역되었다.

## 연혁
- 1938년 12월 1일 : 보통역으로 영업 개시[1]
- 1990년 1월 1일 : 소화물 취급 중지[2]
- 1997년 6월 1일 : 화산 관리역으로 지정
- 2024년 9월 27일 : 폐역 고시[3]
- 2024년 12월 15일 : 여객취급 중지
- 2024년 12월 20일 : 폐역

## 사진

역사 (광장쪽)
역사 (선로쪽)
맞이방
승강장